# Oh God, Bestower of the Blessings of the Swazi
Oh God, Bestower of the Blessings of the Swazi (siswati Nkulunkulu, mnikati wetibusiso, temaSwati) ist die Nationalhymne Eswatinis. Sie wurde mit der Unabhängigkeit des Landes am 6. September 1968 eingeführt. Der Text wurde von Andrease Enoke Fanyana Simelane verfasst, die Melodie komponierte David Kenneth Rycroft auf Basis musikwissenschaftlicher Studien der Volksmusik Eswatinis.

## Originaltext (in Siswati)
Nkulunkulu, mnikati wetibusiso, temaSwati,

Siyatibonga tonkhe tinhlanhla,

Sibonga Ingwnyama yetfu,

Live, netintsabanemifula,

Busisa tiphatsi mandla takaNgwane,

Nguwe wedwa Somandla wetfu,

Sinike kuhlakanipha, Lokungenabuvili,

Simise usicinise, Simakadze ...!

## Originaltext (in Englisch)
O Lord our God, bestower of the blessings of the Swazi;

We give Thee thanks for all our good fortune;

We offer thanks and praise for our King

And for our fair land, its hills and rivers.

Thy blessings be on all rulers of our Country;

Might and power are Thine alone;

We pray Thee to grant us wisdom without deceit or malice.

Establish and fortify us, Lord Eternal.

## Deutsche Übersetzung
O Herr unser Gott, der Du die Segnungen an die Swasi verteilst;

Wir danken Dir für all unser gutes Geschick;

Wir bieten unseren Dank dar und das Lob für unseren König

Und für unser schönes Land, seine Hügel und Flüsse.

Dein Segen möge auf allen Führern unseres Landes ruhen;

Macht und Kraft sind nur Dein;

Wir beten, dass Du uns Weisheit ohne Hinterlist oder Bosheit gewähren mögest.

Beschirme und behüte uns, Ewiger Herr.